# Трамонтана
Трамонта́на — сильний північний вітер у кількох середземноморських країнах: Хорватії, Словенії, Італії, Іспанії (Каталонії) і на півдні Франції. Назва, імовірно[джерело?], з'явилась в Італії (лат. intra montes або trans montes — «той, що в горах» або «з-за гір», тобто вітер з Альп). В деяких районах трамонтана стає причиною раптового та значного пониження температури.

## У культурі
У романі українського письменника Юрія Яновського «Вершники» є новела «Шаланда в морі», де згадується холодний вітер «трамонтан».
У російського рок-гурту «Акваріум» є пісня «Трамонтана», що входить до альбому «ZOOMZOOMZOOM» 2005 року, таку ж назву має книжка соліста групи Бориса Гребенщикова 2013 року.